# Anna Frances Nováková
Anna Frances Nováková (rozená Anastasia Chrsová, anglicky Anne Frances Novak, 26. dubna 1864 Mlečice – 1952 USA) byla česko-americká lékařka, feministka. Je označována za první ženu českého původu, která vystudovala medicínu ve Spojených státech.

## Život
Narodila se jako Anastasia Chrsová v rodině Josefa Chrsa, rolníka v Mlečicích a jeho manželky Františky, rozené Benešové. Její rodina se roku 1867 přestěhovala do USA, od roku 1868 se usídlila v Chicagu, kde tehdy žila početná česko-americká komunita. Tam začala užívat anglickou podobu svého křestního jména, Anne Frances. Z počátku se zde živila šitím. Roku 1881 se provdala za krejčího Františka Nováka.
Po nabytí základního a středního vzdělání složila okolo roku 1890 přijímací zkoušky ke studiu medicíny na Bennet Medical College v Chicagu, kterou zdárně absolvovala roku 1895. Následně si pak zřídila soukromou praxi v Chicagské čtvrti Plzeň (Bohemian Pilsen), kde ordinovala.
Roku 1906 odplula do Evropy; spolu s dalšími Čechoameričany se v Praze zúčastnila 4. července 1906 v čítárně amerických dam v Náprstkově průmyslovém muzeu oslav americké nezávislosti a dalšího programu.

### Úmrtí
Anna Frances Nováková zemřela roku 1952, patrně v Chicagu, ve věku 87 nebo 88 let.

## Anne Frances Novak a první české lékařky
Anne Frances Novak je považována za první Čechoameričanku, která zdárně dokončila studium medicíny. V českých zemích v tehdejším Rakousko-Uhersko se přitom ve stejné době ženy zasazovaly o samotnou možnost řádného univerzitního studia, kterou rakouské úřady neumožňovaly. První české lěkařky Anna Bayerová či Bohuslava Kecková vystudovaly medicínu v 70. a 80. letech ve Švýcarsku, první žena-absolventka Lékařské fakulty Karlo-Ferdinandovy univerzity v Praze, Anna Honzáková, studium završila roku 1900.
K dalším významným česko-americkým lékařkám pak patřily např. Růžena Wisteinová v Chicagu či Olga Šťastná v Omaze.